# 24-es busz (Pécs)
A pécsi 24-es jelzésű autóbusz Kertváros és Mecsekszentkút között közlekedik a Belvárost is érintve. Szentkút a Mecsekoldalban helyezkedik el. Az útvonal és a forduló megengedi a csuklós buszok is közlekedését arrafelé, ez azonban nem jellemző.

## Története
1955 augusztusában indult az első járat Szentkútra. 1965. május 6-ától a nyugati, északnyugati városrész járatai Újmecsekaljáról indultak, ekkor került ide a 24-es végállomása is. A 2014-es vonalhálózati átalakítás előtt Uránváros és Szentkút között közlekedett.
A járat 2014. február 1-jétől Kertváros - Árkád - Uránváros - Mecsekszentkút útvonalon közlekedik.
Iskola előadási napokon iskolajárat indult 24I-es jelzéssel Ürög felső megállótól Uránvárosig.

## Útvonala
| Mecsekszentkút → Uránváros → Árkád → Fagyöngy utca | Fagyöngy utca → Árkád → Uránváros → Mecsekszentkút |
| --- | --- |
| Mecsekszentkút – Rózsavölgyi út – Abaligeti út – Magyarürögi út – Fülemüle utca – Magyarürögi út – Páfrány utca – Ürögi fasor – Makay István út – Esztergár Lajos utca – Ybl Miklós utca – Nendtvich Andor út – Athinay utca – József Attila utca – Szabadság utca – Rákóczi út – Alsómalom utca – Alsómalom utca – Árpád híd – Siklósi út – Árnyas út – Táncsics Mihály utca – Málomi út – Aidinger János út – Nagy Imre út – Malomvölgyi út – Illyés Gyula út – Fagyöngy utca | Fagyöngy utca – Illyés Gyula út – Malomvölgyi út – Nagy Imre út – Aidinger János út – Málomi út – Táncsics Mihály utca – Árnyas út – Siklósi út – Árpád híd – Alsómalom utca – Alsómalom utca – Rákóczi út – Szabadság utca – József Attila utca – Athinay utca – Nendtvich Andor út – Ybl Miklós utca – Esztergár Lajos utca – Makay István út – Ürögi fasor – Páfrány utca – Magyarürögi út – Fülemüle utca – Magyarürögi út – Abaligeti út – Rózsavölgyi út – Mecsekszentkút |

## Megállóhelyei
| 24 (Mecsekszentkút – Uránváros – Árkád – Kertváros / Fagyöngy utca)               |                                     |          | |               |
| Perc (↓)                                                                          | Megállóhely                         | Perc (↑) | Megállóhelyet érintő járatok | Létesítmények |
| 0                                                                                 | Mecsekszentkút végállomás           | 41       | 24 |               |
| 1                                                                                 | Kismélyvölgy dűlő                   | 40       | 24 · Helyközi autóbuszok |               |
| 2                                                                                 | Abaligeti út                        | 39       | 24 |               |
| 3                                                                                 | Ürög felső                          | 37       | 22, 23, 23Y, 24, 107E · Helyközi autóbuszok |               |
| 4                                                                                 | Égervölgy                           | 36       | 22, 24, 107E |               |
| 5                                                                                 | Fülemüle utca                       | 34       | 22, 24, 107E |               |
| 6                                                                                 | Ürög alsó                           | 33       | 22, 23, 23Y, 24, 107E · Helyközi autóbuszok |               |
| 7                                                                                 | Híd                                 | 32       | 22, 23, 23Y, 24, 107E |               |
| 8                                                                                 | Pázmány Péter utca                  | 31       | 22, 23, 23Y, 24, 107E |               |
| 9                                                                                 | Uránváros                           | 30       | 1, 2, 2A, 2E, 4, 4Y, 21, 21A, 22, 23, 23Y, 24, 25, 25A, 26, 26A, 27, 27Y, 28, 28A, 28Y, 29, 102, 102Y, 104, 104A, 104E, 104Y, 107E, 121 · Helyközi autóbuszok                                                                                   |               |
| 11                                                                                | Olympia Üzletház                    | 28       | 1, 2, 2A, 2E, 4, 4Y, 21, 21A, 22, 23, 23Y, 24, 102, 102Y, 104, 104A, 104E, 104Y, 121 |               |
| 12                                                                                | Mecsek Áruház                       | 27       | 1, 2, 2A, 2E, 4, 4Y, 21, 21A, 22, 23, 23Y, 24, 102, 102Y, 104, 104A, 104E, 104Y, 121 · Helyközi autóbuszok |               |
| 14                                                                                | Nendtvich Andor út, Ybl Miklós utca | 26       | 22, 23, 23Y, 24 |               |
| 15                                                                                | Tüzér utca, Nendtvich Andor út      | 24       | 22, 23, 23Y, 24, 107E |               |
| 17                                                                                | Megyeri tér                         | 22       | 21, 21A, 22, 23, 23Y, 24, 121 |               |
| 19                                                                                | Szabadság utca                      | 21       | 21, 21A, 22, 23, 23Y, 24, 121 |               |
| 20                                                                                | Zsolnay-szobor                      | 20       | 2, 2A, 2E, 3, 3E, 6, 6E, 7, 7Y, 8, 13Y, 14, 14Y, 22, 23, 23Y, 24, 25, 26, 26A, 27, 27Y, 28, 28A, 28Y, 29, 30, 31, 32, 32Y, 34, 34Y, 35, 35Y, 36, 37, 38, 38Y, 39, 40, 44, 46, 47, 73, 73Y, 102, 102Y, 103, 107E, 109E, 130, 140                 |               |
| 22                                                                                | Árkád                               | 18       | 2, 2A, 2E, 3, 3E, 4, 4Y, 6, 6E, 7, 7Y, 8, 13, 13E, 13Y, 14, 14Y, 15, 15A, 22, 23, 23Y, 24, 25, 26, 26A, 27, 27Y, 28, 28A, 28Y, 29, 30, 33, 38, 38Y, 39, 40, 60, 60Y, 73, 73Y, 102, 102Y, 103, 104, 104A, 104E, 104Y, 107E, 109E, 130, 130A, 140 |               |
| 23                                                                                | Rákóczi út                          | ∫        | 20, 21, 21A, 22, 23, 23Y, 24, 25, 26, 27, 27Y, 28, 28Y, 29, 33, 38, 38Y, 39, 40, 44, 60, 60A, 60Y, 121, 140 |               |
| 25                                                                                | Autóbusz-állomás                    | 15       | 3, 3E, 6, 6E, 7, 7Y, 8, 20, 21, 21A, 22, 23, 23Y, 24, 41, 41E, 41Y, 42, 42Y, 43, 60, 60A, 60Y, 73, 73Y, 103, 107E, 109E, 121, 130, 130A · Helyközi és távolsági autóbuszok                                                                      |               |
| 27                                                                                | Bőrgyár                             | 14       | 3, 6, 7, 7Y, 8, 22, 23, 23Y, 24, 33, 41, 41Y, 42, 42Y, 43, 60, 60A, 60Y, 73, 73Y, 103, 130, 130A · Helyközi autóbuszok |               |
| 28                                                                                | Béke utca                           | 12       | 6, 7, 7Y, 8, 22, 23, 23Y, 24, 41, 41Y, 42, 42Y, 43, 73, 73Y |               |
| 30                                                                                | Temető északi kapu                  | 11       | 6, 7, 7Y, 8, 22, 23, 23Y, 24, 33, 41, 42Y, 43, 73, 73Y, 142 · Helyközi autóbuszok |               |
| 31                                                                                | Árnyas út                           | 9        | 3, 3E, 22, 23, 23Y, 24, 33, 60, 60A, 60Y, 103 |               |
| 32                                                                                | Enyezd utca                         | 8        | 22, 23, 23Y, 24, 33, 60, 60A, 60Y |               |
| 33                                                                                | Aidinger János út                   | 7        | 1, 7, 7Y, 22, 23, 23Y, 24, 55, 60, 60A, 60Y, 73, 73Y, 107E, 109E, 142 |               |
| 34                                                                                | Sztárai Mihály út                   | 6        | 1, 7, 7Y, 22, 23, 23Y, 24, 55, 60, 60A, 60Y, 73, 73Y, 107E, 109E, 142 |               |
| Egyes járatoknak a Kertváros a végállomása, a Fagyöngy utca felé nem közlekednek. |                                     |          | |               |
| *                                                                                 | Kertváros végállomás                | *        | 3, 3E, 6, 6E, 22, 23, 23Y, 24, 55, 61, 62, 103, 121, 130, 130A · Helyközi autóbuszok |               |
| 35                                                                                | Csontváry utca                      | 5        | 1, 3, 3E, 6, 6E, 7, 7Y, 22, 23, 23Y, 24, 55, 60, 60A, 60Y, 61, 62, 73, 73Y, 103, 107E, 109E, 121, 130, 130A, 142 |               |
| 37                                                                                | Tildy Zoltán utca                   | 4        | 1, 8, 22, 23, 23Y, 24, 33, 62, 73, 73Y, 109E, 142 |               |
| 38                                                                                | Gadó utca                           | 3        | 1, 8, 22, 23, 23Y, 24, 33, 62, 73, 73Y, 109E, 142 |               |
| 39                                                                                | Málom-hegyi út                      | 2        | 1, 8, 22, 23, 23Y, 24, 33, 62, 73, 73Y, 109E, 142 |               |
| 40                                                                                | Csipke utca                         | 1        | 1, 8, 22, 23, 23Y, 24, 33, 62, 73, 73Y, 109E, 142 |               |
| 41                                                                                | Fagyöngy utca végállomás            | 0        | 1, 8, 22, 23, 23Y, 24, 33, 51, 52, 62, 73, 73Y, 109E, 142 |               |